# Josefina Cambra y Giné
Josefina Cambra i Giné (Barcelona, 1946), licenciada en Ciencias Biológicas, ha tenido diversas responsabilidades en el ámbito educativo y cultural, y actualmente es decana del Colegio Oficial de Doctores y Licenciados en Filosofía y Letras y en Ciencias de Cataluña y presidenta del Consejo General de Colegios Oficiales de Doctores y Licenciados en Filosofía y Letras y en Ciencias de España. También es miembro del Consejo Escolar del Estado Archivado el 15 de abril de 2012 en Wayback Machine., y del Consejo de redacción de la Revista de Educación del Ministerio.
Fue escogida diputada en las elecciones al Parlamento de Cataluña de 2003, donde ha sido miembro de la Comisión de Política Cultural, vicepresidenta de la Comisión Permanente de Legislatura sobre la Unión Europea y de la Comisión Permanente de Legislatura sobre Cooperación y Solidaridad.